# Darufalva
Darufalva (németül Draßburg, horvátul Rasporak) község Ausztriában Burgenland tartományban a Nagymartoni járásban.

## Fekvése
Kismartontól 12 km-re délre, a soproni határátkelőtől 6 km-re nyugatra fekszik. Darufalva Zemenye-Selegd, Selegszántó, Zárány, Sopronkertes, Somfalva, Lépesfalva és Fraknónádasd községekkel határos.

## Nevének eredete
Neve a magyar daru (darumadár) főnévből való, ez azonban újabb kori elnevezés, eredetileg Derecske lehetett a neve, amely a magyar derék főnévből származik.

## Története
A régészeti leletek tanúsága szerint területe ősidők óta lakott, határában 1928-ban kőkorszaki települést tártak fel. A leletek között számos kőbalta és kőkés, ékszerek, csonteszközök, állatfogak kerültek elő. A templom feletti Taborac nevű helyen került elő a drassburgi Vénusz, Ausztria második legrégibb nőábrázolása. A temető mellett a lengyeli és a bádeni kultúrához tartozó településnyomokat tártak fel. A korai vaskort a latén kultúra leletei képviselik. Az 1. századból  több pénzérme, használati eszköz és cserépmaradvány került elő.
A temető feletti dombon álló vaskereszt alatt lépcsőzetes árokrendszer látható, mely valószínűleg 5. századi kvád vagy markomann földvár maradványa. 1902-ben a falutól északra ezüst kincsleletet találtak, melynek darabjai a 10. század közepéről a délorosz térségből származnak és valószínűleg III. Henrik német-római császár 1044-es magyarországi hadjárata során kerültek a földbe.
A mai települést 1370-ben "Poss. Dees" néven említik először.
1401-ben "Drawspurg" néven bukkan fel a korabeli forrásokban. Az 1430-as és 1451-es oklevelekből kitűnik, hogy Darufalva területén akkor két uradalom osztozott. Egyik része a fraknói váruradalom része, másik része Sopron város birtoka volt. A török 1529-ben és 1532-ben is elpusztította, ezután 1533 és 1540 között horvátokkal telepítették be. 1554-ben a Nádasdy család birtoka lett, akiknek uradalmi központja a Vas vármegyei Sárvár volt. A 16. század végéig maradék német lakossága is elhorvátosodott. A 17. és 18. századi forrásokban Darufalva már tiszta horvát falu képét mutatta. A horvát többséget a később betelepülő német és magyar lakosság sem tudta veszélyeztetni. 1672-ben a falu a Zichy család birtoka lett. Zichy Károly 1715-ben a Meskó családnak adta el, akik a Nádasdyak által épített kastélyt barokk stílusban építették át. Ekkor épült meg a pompás kastélypark is. 1795-ben a Meskók újra a Zichy családnak engedték át. 1870-ben gróf Zichy Miklós halála után fia Sándor Darufalvát Konrad Patzenhofer cukorgyárosnak adta el. A Patzenhofer család ma is a kastély tulajdonosa.
Vályi András szerint " DRASBURG. Rasporák. Horvát falu Sopron Vármegyében, földes Ura Báró Meskó Uraság, lakosai katolikusok, fekszik Soprontól egy mértföldnyire, ’s az Uraságnak szép kastéllyával, ’s Úri kertével díszesíttetik, határja meglehetős termékenységű, vagyonnyai is meglehetősek, eladásra pedig igen jó módgyok van, bora is jó lévén, második Osztálybéli."
Fényes Elek szerint " Darufalva, németül Draszburg, horváth falu, Sopron vármegyében, Sopronhoz 1 1/2 mfd. a németujhelyi országutban, 820 kath., 6 zsidó lak., fiók-szentegyházzal. Lakosai nagy termetükről nevezetesek. Határa hegyes és róna; van 880 hold szántóföldje, 54 hold rétje, 106 hold szőlőhegye, és 826 hold többnyire fenyves erdeje. Bora savanyu; földje középszerü. Birják 1/3 hg. Eszterházy, 2/3 részben gróf Zichy Miklós, kinek itt szép kastélya és kertje van, s itt az egyik sétatéren a hársfák megfordittattak, és igy a gyökerekből ágak, az ágakból pedig gyökerek lettek, mi különös alakot ad a fáknak."
Fejlődésében nagy szerepet játszott a sopron-ebenfurti vasútvonal 1879-es megépülése.
1910-ben 1232, többségben horvát lakosa volt, jelentős német és magyar kisebbséggel. A trianoni békeszerződésig Sopron vármegye Nagymartoni járásához tartozott. 1921-ben a trianoni és saint germaini békeszerződések értelmében Ausztria része lett. Különösen nehéz időket élt át a település a második világháború során. A háború vége közeledtével 40 helybeli lakost soroztak be erőszakkal a Volkssturmba. A falu tüzérségi  célponttá vált. A bevonuló orosz csapatok a kastéllyal együtt teljesen kifosztották.  A következő években sok lakója vándorolt ki Dél-Afrikába. A település gyors fejlődésnek indult, új utcák, csatornahálózat épült, bevezették az elektromos áramot. Felépült az új iskolaépület és a tűzoltószerház is.

## Népesség
2001-ben 1055 fő lakta a községet, ebből 634 német, 15 magyar, 364 horvát.

## Nevezetességei
- Nádasdy-kastélya a 17. században épült egy 15. századi erődített udvarház bővítésével. A 17. és 18. században a Nádasdy, a Zichy és a Meskó család birtoka volt. 1870-től a Patzenhofer családé volt. 20. század második felétől szállodaként működik. A kastélypark kialakítása a 18. században Meskó Éva Mária és férje Hebreville gróf idején indult meg. Ekkor épültek meg a lépcsőkkel összekötött teraszok és a park üvegházai. A parkot 32 életnagyságú, mészkőből készített szobor díszíti.
- Szent Anna tiszteletére szentelt római katolikus temploma 1701-ben épült a korábbi 14. századi templom felhasználásával, régi sírkövekkel díszített védőfal övezi. Főoltára 1778-ban készült. Kórusán 16. századi faliképek láthatók.
- A Főtéren kőből épített baldachin alatt álló Nepomuki Szent János szobor a 18. században készült.
- A Mária-téren álló Mária-oszlop 1700 körül készült.
- A temető feletti dombon Patzenhoffer Konrád 1898-ban vaskeresztet állíttatott fel Erzsébet királyné emlékére.
- A sopronkertesi út mellett álló Mária-kápolna 18. századi.
- A Szent Flórián-oszlop 1785-ben készült.
- A Szent Antal-oszlop 18. századi.
- A Szent Család-oszlopot a 18. században emelték.
- A bécsújhelyi út mellett álló kőkereszt építési ideje ismeretlen.